# 点火プラグ
点火プラグ（てんかプラグ）は、予混合燃焼式内燃機関において混合気に点火する装置である。電気的に火花（スパーク）を発生させる方式のものはスパークプラグ (英: Spark plug)、電熱線または燃焼熱によって金属を赤熱（グロー）させる方式のものはグロープラグとも呼ばれる。プラグと略してよばれる場合もある。
プラグは栓を意味する言葉であり、戦前から戦後間もなく頃までは点火栓（てんかせん）の純日本語訳も用いられていた。レシプロエンジンを搭載する航空機業界では今日でも時折使われる事がある言葉でもある。

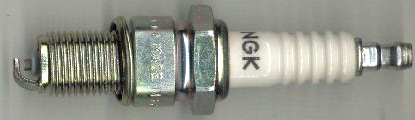
NGK製の接地電極1極式の点火プラグ。
+側ターミナルにキャップが付いた状態。

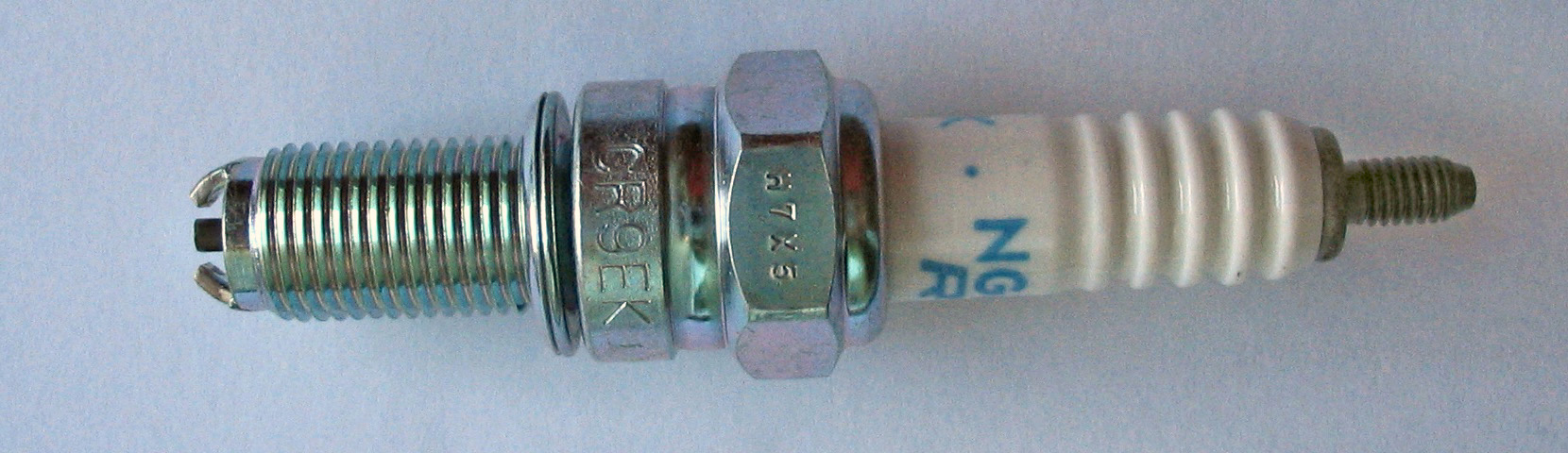
NGK製の接地電極2極式の点火プラグ。
+側ターミナルのキャップを外した状態。

## 概要
点火プラグは予混合燃焼式内燃機関において、燃焼室に満たされた混合気に電気放電や赤熱した金属によって点火することにより、燃焼サイクルのきっかけを作る装置である。点火プラグが固定されるのはエンジンに設けられたプラグホールと呼ばれる穴で、シリンダー外部から燃焼室まで貫通している。点火プラグはプラグホールに栓をするように固定され、一端はシリンダー外部から電気を受け取り、もう一端はシリンダー内で放電あるいは発熱する。したがって、シリンダー内の燃焼熱や爆発圧力に耐えながら、火炎や圧力が燃焼室から漏れないように保つ構造を持つ。

## スパークプラグ

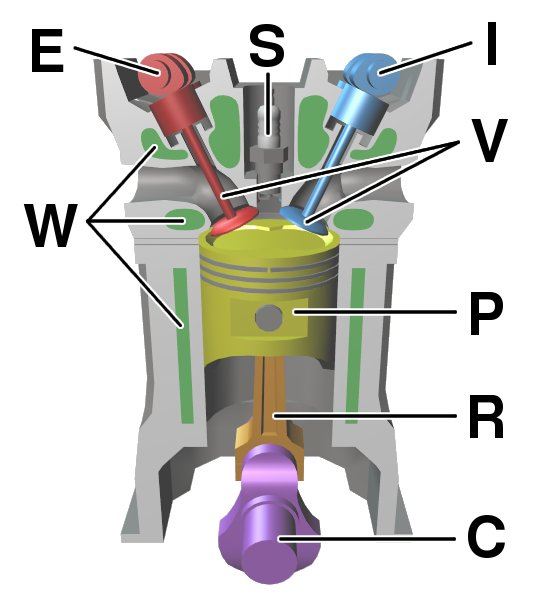
典型的な4ストロークDOHCピストンエンジンの概念図。(E) 排気カムシャフト、(I) 吸気カムシャフト、(S) 点火プラグ、(V) バルブ、(P) ピストン、(R) コネクティングロッド、(C) クランクシャフト、(W) 冷却水が通るウォータージャケット

航空機や一部の自動車などを除き、レシプロエンジン(ガソリンエンジン)では基本的に1つのシリンダーに1本の点火プラグがあり、適切な隙間を設けた電極間に高電圧をかけることで火花放電を起こし、圧縮された混合気に点火する。点火プラグに供給される電圧はイグニッションコイルやマグネトーで発生させ、点火プラグの中心電極をイグニッションコイル等に接続し、接地電極（もしくは側方電極）をエンジンのシリンダーヘッドに接触させてアースとしている。イグニッションコイルからの電圧はプラグコードを介して供給される場合や、複数のシリンダーを持つエンジンではディストリビューターによって通電タイミングを定めている場合があるほか、イグニッションコイルが点火プラグに直接接続される場合もある。航空機用レシプロエンジンでは、失火によるエンジンストールを防止するために1シリンダに2本のスパークプラグ(ツインプラグ)がある。2本の点火プラグには別系統のマグネトーから電力が供給される。自動車やオートバイでも燃焼効率を上げる目的などで同様の形態をとるものがある(日産・Z型エンジンやホンダ・シャドウなど)。また、ヴァンケル型ロータリーエンジンでは点火時の気室が2部屋に分かれたような形状であるため、1ローターあたり2本の点火プラグを持つ。
中心電極と接地電極間の隙間はプラグギャップと呼ばれる。シリンダー内の混合気は絶縁体であるため電圧が低いと電極間に電流が流れることはないが､高電圧が印加されると混合気に絶縁破壊が起こり放電する｡イグニッションコイルから供給される電圧は通常、10,000 - 30,000 Vの電圧である。
放電により生じた火花通路の温度は60,000 ケルビン (K)に達して混合気に点火し、発生した小さな炎の玉から次第にシリンダー全体に燃焼反応が伝播していく。点火直後の火の玉の大きさはプラグギャップ内にある混合気の濃度や燃焼室内で発生する気流の乱れ強度に依存し、火の玉が小さいとエンジンは点火タイミングが遅れたような挙動を示し、大きいと点火タイミングが進んだような挙動を示す。
日本では日本特殊陶業 (Niterra) とデンソーが製造しており、Niterraが国内シェアの7割ほどを占める最大手となっている。かつては日立製作所も製造しており、1960年代には10%弱の市場シェアを持ち、積極的な技術開発も行われていたが、現在では撤退している。モータースポーツ用途ではApex、BLITZ、デイトナ(マックスファイア)、HKS、NISMO、ラリーアート、SARD、STI、スズキスポーツ、トムス、TRD、TRUST等が自社ブランドで販売を行っており、更に小規模なアフターマーケットパーツメーカーでは東亜システムクリエイトも燃費向上グッズとしての扱いで製造を行っている。
日本国外では、米国のチャンピオンやアプティブ、ドイツのロバート・ボッシュ、チェコのブリスク、イギリスのロッジ、フランスのエイケム、中国の湘火炬(TORCH)などが製造している。

### 歴史
1777年に、イタリアのアレッサンドロ・ボルタが、スパークによる燃料への着火を提唱。スイスのフランソワ・イザック・ドゥ・リヴァが1807年に、内燃機関用として提唱し、これがスパーク＝イグニッション・エンジンの源となる。実際に製作したのは、フランスのジャン＝ジョゼフ・エティエンヌ・ルノアールで、1876年のことだった。商用の観点からは、ロバート・ボッシュ社の技術者ゴットロープ・ホノルトが1902年にマグネトー型点火システムの一部として高電圧スパークプラグを開発したことが、その後のスパーク＝イグニッション・エンジンの発展を促した。
年表
- 1777年：ボルタがスパークによる燃料への着火を提唱
- 1807年：ドゥ・リヴァが内燃機関用に提唱
- 1876年：ルノアールが発明
- 1885年：ルノアールがフランスで特許取得
- 1898年：ニコラ・テスラが米国で特許取得
- 1898年：フレデリック・リチャード・シムス（英語版）が英国で特許取得
- 1902年：ホノルトがドイツで商用化に貢献

（ドイツでカール・ベンツも特許取得している）
日本では1910年代後半の日本車産業の勃興に際して、米チャンピオン社と同水準の点火栓を内国製化すべく1919年に日本碍子が設立され、大日本帝国陸軍の後押しの下10年余りの研究開発を経て1930年にNG点火栓として自動車向けの販売を開始、1936年に日本碍子から点火栓部門が独立して日本特殊陶業となった。1949年、トヨタ自動車の電装品開発部門から分離独立する形で設立された日本電装(デンソー)は、1955年のロバート・ボッシュとの技術提携を経て点火プラグ事業参入の為の技術開発が模索され、僅か4年後の1959年にトヨタ製自動車の純正装着品という形で正式参入を果たした。

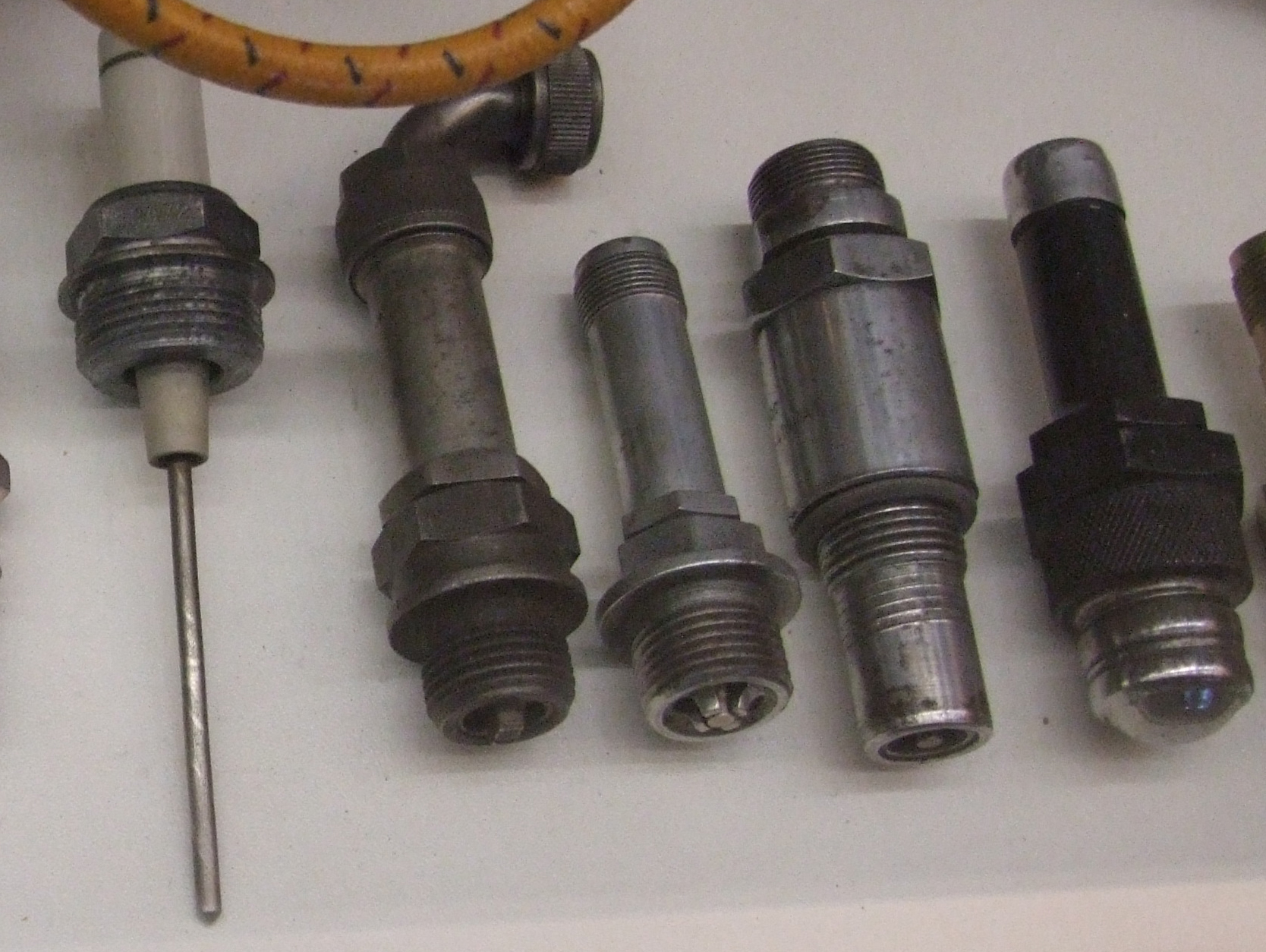
各種の航空機用点火プラグ

帝国陸軍は自動車産業の育成と平行して、1917年にメルセデス-ダイムラー・E6Fエンジンの模倣よりスタートした日本初の航空用エンジンである室0号の開発により、航空用エンジン産業の育成も開始しているが、宮田応礼をはじめとする室0号の開発を担当した日本製鋼所の技術者たちは帝国陸軍より提供される外国製点火栓の品質の悪さに苦しみ、航空用点火栓の内国製化の必要性を痛感、1925年より立川工作所にて航空用点火栓の技術開発を開始し、1930年代初頭にはテルコ式発火栓 (TELCO)として国産化に成功、帝国陸軍は直ちに陸軍機への採用を開始した。支那事変勃発当時、大日本帝国海軍の軍用機のほとんどは事変勃発前に備蓄されていた外国製点火栓に依存していたが、帝国海軍も大東亜戦争勃発までにはテルコ式発火栓の採用を完了した。大東亜戦争中、テルコ式発火栓は立川工作所が全体の8割を製造し、残り2割は愛知化学工業、横河電機、東亜航空電機 (現:横河東亜工業)、日立製作所、日本特殊陶業の5社が受託製造を行っていた。テルコ式発火栓は1930年代は外国製を凌駕する品質と信頼性を誇っていたが、大東亜戦争勃発後は軍需物資の逼迫から通信機と需要が競合する雲母は磁器に、大砲とリソースの奪い合いになったニッケルはステンレスといった代用材に転換する戦時設計を行わざるを得ず、マグネトーやプラグコードなども含めた代用材への転換、それに伴う信頼性と品質の低下の抑制に涙ぐましい努力が払われた事が記録されている。1945年の日本の敗戦に伴い、連合国軍最高司令官総司令部 (GHQ)により日本の航空軍需産業やその協力会社の多くが整理解散されたが、自動車産業に属していた日立製作所や日本特殊陶業等は完全な解体を免れ、この系統から戦後の航空用点火栓産業が再興を果たした。
21世紀に入り、点火プラグが不要の電気自動車の普及が加速していく中、点火プラグの製造各社は事業の再編を余儀なくされている。日本では、日本特殊陶業とデンソーの2社が大きなシェアを占めてきたが、2023年、デンソーは点火プラグ部門をライバル企業である日本特殊陶業に譲渡するための検討に入った。

### スパークプラグの構造

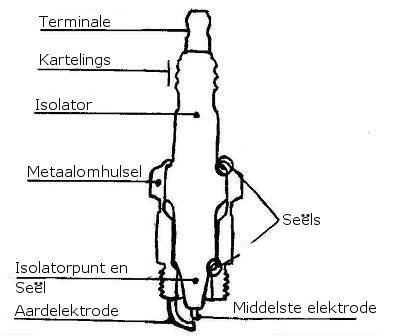
側方電極１極型の点火プラグの概念図。

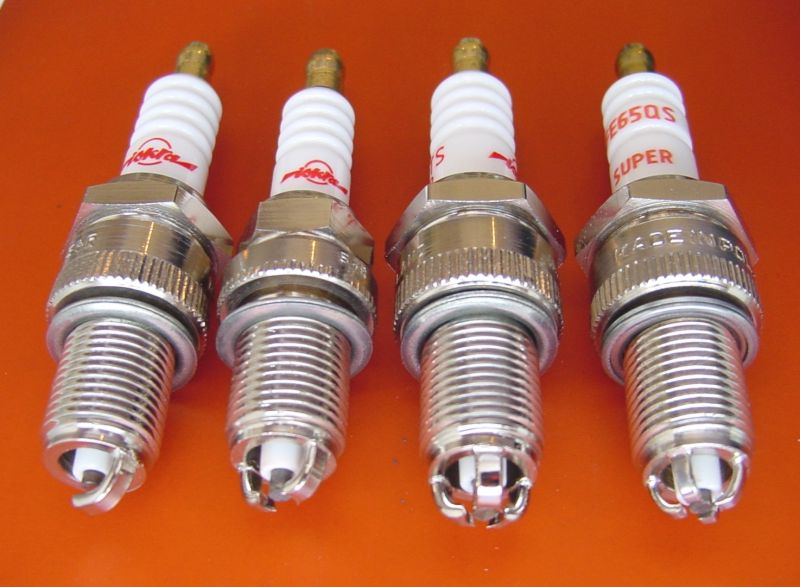
イスクラ社製の点火プラグ。左から、単極・2極・3極・4極の順に並べられている。

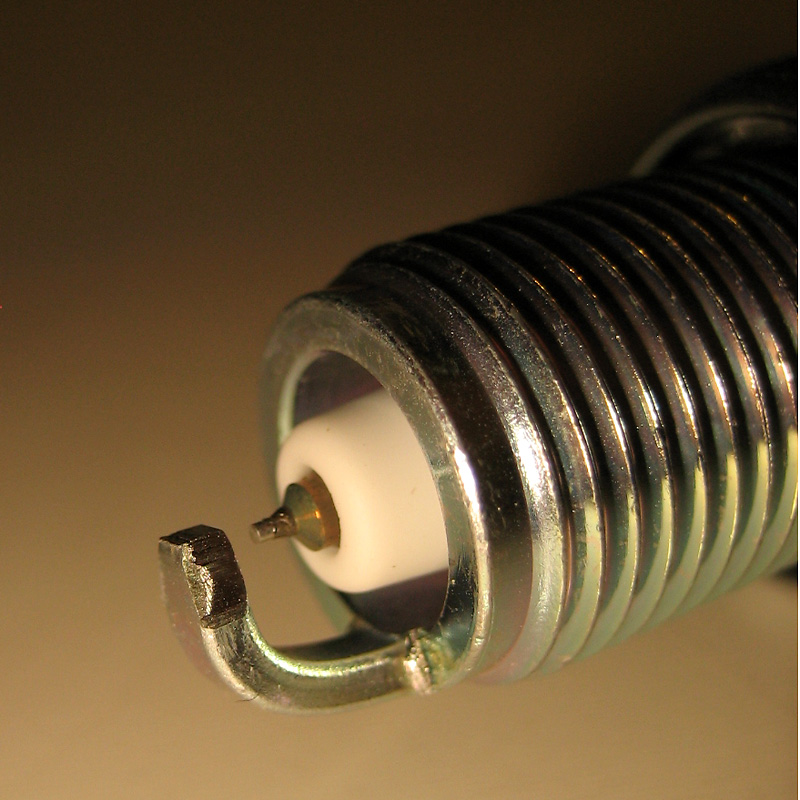
中心電極にイリジウムを用いた点火プラグの一例。

スパークプラグの基本構造は、接地電極が溶接された外殻構造であるハウジングとイグニッションコイル等から受けた電圧を中心電極へ伝達する中心導体、およびそれらを絶縁する碍子で構成される。
ターミナル（端子）
シリンダーの外に出る部分の先端には、イグニッションコイルなどで生成した電圧を受けるターミナルが設けられている。車両側のターミナルにはネジ式と嵌め込み式の2種類があり、点火プラグによっては両方の形式に対応できるように、ネジ式のターミナルに嵌め込み式ターミナルに対応するためのアダプターが付けられ、必要に応じてアダプタを取り外して使用する製品もある。
碍子
高電圧がかかった中心導体から外部への漏電を防ぐために、中心導体を覆う白い磁器製の絶縁体である。多くのスパークプラグでは碍子にリブと呼ばれる複数のくびれが設けられており、ターミナルからハウジングまでの絶縁体の表面距離を長くすることで漏電しにくくしている。
碍子脚部
ハウジング内部から燃焼室に向かって円錐状に突き出し、中心電極の根本を覆う部分の碍子は、碍子脚部と呼ばれる。耐熱性と強度が高く、高温下での熱伝導性に優れたアルミナが使用されている。
中心電極の温度を適切に保つように、ハウジングを介して熱をシリンダーヘッドへ伝達する機能を持つ。碍子脚部が短いと、火炎に晒される表面積が小さいことにより火炎からの熱を受けにくく、中心電極の熱が伝わる距離が短いことにより中心電極から放熱しやすい、すなわち中心電極が冷めやすい「冷え型」のプラグとなる。逆に碍子脚部が長いと、中心電極が冷めにくい「焼け型」のプラグとなる。こうしたプラグの特性は熱価と呼ばれ、中心電極の熱を逃がしやすい（すなわち冷え型である）ほど熱価が高い。
かつてのレシプロエンジンの航空機に用いられていた古い点火プラグでは、碍子脚部に圧縮加工された雲母を用いていた。1930年代の有鉛ガソリンの開発に伴い、プラグの自己洗浄作用にとって雲母に含まれる鉛成分が問題となったため、これを解決するべくドイツのシーメンスが酸化アルミニウム製の碍子脚部を開発した。
シール
ハウジングと碍子の間に生じる隙間を密封し、燃焼室内の圧力が漏れ出さないように保つシールである。複数の箇所に施されている。
ハウジング
ハウジングは金属製の円筒構造で、端部に接地電極が溶接され、内部に碍子と中心導体を保持している。接地電極をシリンダーヘッドにアース（接地）させる機能のほか、シリンダーヘッドに固定するためのネジ部と着脱時に工具のトルクを受ける機能を持つ。また、中心電極の温度を適切に保つように、碍子を介して受けた熱をシリンダーヘッドへ伝達する機能を持つ。
ガスケット
ほとんどの点火プラグはシリンダーヘッドとハウジングとの間を密封するために、ハウジングのネジ部根本に金属製で中空の円環を備え、ガスケットとしている。ガスケットは中空の断面形状が変形してプラグホールの縁とハウジングの間に生じる隙間に密着して高い気密性を保つ。点火プラグをエンジンに取り付ける際には気密性を保ちながら、過度なトルクを掛けないように、プラグのネジ径に応じて推奨トルクや推奨回転角が設定されているが、ガスケットを備えたプラグにおいては再使用時の推奨回転角が小さく設定されている。
一方、ガスケットを廃してネジ部をやや先細にすることで気密性を保つテーパーシートタイプもある。
中心導体
中心導体はラジオや自動車電話などの電波通信やエンジン制御コンピュータなどの作動に影響を及ぼす点火ノイズの放出を減少させるために、セラミック抵抗体を内蔵しているものもある。純正状態ではプラグコードやプラグキャップに抵抗の高いものを組み合わせることでノイズをさらに軽減するようになっている。
中心電極
中心電極はニクロムなどのニッケル合金で作られ、芯部に銅を用いて熱伝導性を向上させる場合や、先端部にプラチナ (Pt) やイリジウム (Ir) などのレアメタルが用いられる場合がある。かつて中心電極はニッケルクロム鋼で作られていたが、1970年代後半になると低温から高温までの幅広い温度域で機能するプラグが求められるようになり、中心電極の芯に熱伝導性の高い銅を封入した銅芯電極が英国Floform社によって実用化された。
通常、中心電極は正極として設計される。電極は細いほど火花が飛びやすく、点火直後の火炎の核が大きくなりやすい事から、点火装置の性能が十分ではない古いオートバイに適しているとされる。しかし、電極は燃焼室内の高温環境下で酸化浸食されて消耗するため、細くても十分な耐久性を保つ素材としてニッケル合金よりも融点が高いプラチナ、さらに融点が高いイリジウムが用いられるようになった。中心電極にイリジウムやプラチナを使用した製品の中には交換時期の目安が10万キロと、従前の製品よりも大幅に耐久性が向上した製品も登場するようになった。
スパークプラグの手入れ方法として、プラグメーカーではサンドブラストを用いる機材であるプラグクリーナーで清掃するか、あるいはパーツクリーナーのような有機溶剤を吹きかけてナイロンブラシ等で絶縁体に付着した汚れを落とすように推奨しており、金属製のブラシは避けるように注意喚起している。また、プラチナ製やイリジウム製の細い中心電極に用いたプラグでは、中心電極を痛める恐れがあるためブラシを当てないように注意喚起している。
中心電極に特殊な金属を用いた例では、かつてファイアストン (Firestone) がポロニウム製の中心電極を持つプラグを販売していたことがあり、2019年現在はボッシュ (Bosch) がイットリウム (Y) を用いたプラグを製造している。
形状の面では、韓国の燃費グッズメーカーであるコリア・インダストリアル・デザイン・カンパニー (KIDC) が2002年のアウトメカニカに「花形の中心電極を持つスパークプラグ」を出展し、後に「プラズマ・スパークプラグ」として製品化を行ったが、現在では製造を行っていない。KIDCと類似した中心電極を持つ点火プラグは、2011年にフェデラル-モーグルがコロナ放電を利用した新型点火装置の点火プラグにて用いられた事があるが、コロナ放電点火装置は2019年現在特許出願中の段階であり、市販車両には採用されていない。
接地電極（側方電極）
接地電極はニッケル鋼によって作られ、ハウジングの端部に溶接されている。接地電極は高温になる部分である。複数の接地電極を持たせることで、電極消耗を分散したり、放電特性を改善した製品もある。接地電極が複数である程電極の汚損に対する冗長性が確保される為、航空用エンジン等で広く採用される反面、接地電極は燃焼室内で火炎核の広がりを妨げる要素にもなる為、エコカー向けには接地電極に溝を設けて火花隙間を変化させる事で電極の外端での火花生成を狙ったもの、モータースポーツ向けには非常に細い接地電極を採用したり、接地電極自体を省いた沿面点火型と呼ばれるものが採用される場合もある。主に四輪車向けで長寿命化を狙ったものでは中心電極のみならず接地電極の先端部にもプラチナのような高融点金属のチップを装着した製品もある。

### スパークプラグの種類

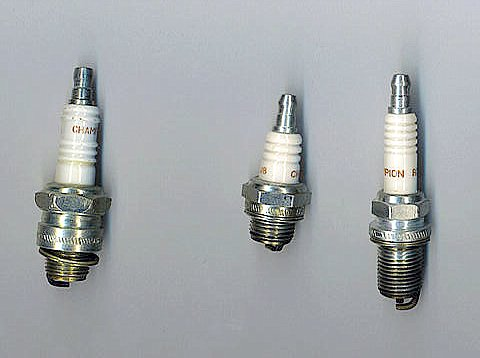
様々なサイズの点火プラグ。左右の2本は半球型燃焼室に多い側方配置型のヘッドに用いられる物で、右の物はより分厚いヘッドに使用される分ネジ長が長いが、碍子長さ、電極突き出し量、プラグ熱価は左右とも同一である。中央の物はペントルーフ型燃焼室に多いセンタープラグ式のヘッドに用いられる物で、側方配置に比べてスペースの制約が大きいため、碍子長さやネジ長がよりコンパクトに作られている。

エンジンの設計に応じてプラグホールの径や深さは一様ではないため、点火プラグのネジ部には径と長さに複数の種類がある。長さについてはネジリーチと呼ばれ、適切なものを選択しない場合はエンジンの不調や破損を招く恐れがある。
プライベーターによる小排気量エンジンのチューニングや、車両改造の余地が極めて限定されたレギュレーションの自動車競技などにおいては、シリンダーヘッドの燃焼室を改造することなく圧縮比を変化させるため、と称して意図的にネジリーチが異なる点火プラグを選択したり、ガスケットの枚数や厚さを変化させてピストン上端ギリギリの位置に突き出し量を調整する手法が行われる場合もあるが定量的な評価がされている例は見られず、一般的にはネジリーチが長すぎる場合は、接地電極が過熱したりネジ部に堆積物が溜まるだけでなく、ピストンとプラグの先端が衝突してエンジンやプラグ破損を招く可能性がある。なお、ネジ山の露出に伴う接地電極の過熱が極度に進行した場合、点火プラグがグロープラグとして機能してしまい、過早着火（プレイグニッション）によるエンジンブローを招く危険性が高く、露出したネジ山にカーボンが堆積して焼結した場合、プラグレンチで取り外すことが極めて困難になるとされる。逆に、ネジリーチが短すぎる場合はプラグホールのネジ部に堆積物が溜まる場合があり、後々正規のネジリーチのプラグの装着が困難となる危険性がある。
同じネジリーチでも、燃焼室内への電極の突き出し量が大きいものもあり、ハウジングが長く突き出している場合や電極だけが長く突き出している場合がある。電極が燃焼室内に突き出すことにより、放電で生成された火炎の中心核がよりピストン側に近づくため、燃焼効率が向上する傾向があり、燃焼行程の際にはより多くの熱を吸収してカーボンの付着を防ぎ、吸気行程では混合気により素早く冷却される事から、通常のプラグと比較して同じ熱価でもより広いヒートレンジ特性を獲得できるとされている。
これとは逆に、ピストントップと燃焼室とのクリアランスが狭過ぎて標準型プラグの電極突き出し量さえも許容できない一部のレーシングカー用エンジンでは、中心電極と接地電極がハウジングの奥深くに引っ込んだ形状のプラグが採用されることもあったが、火炎の中心核が燃焼室壁面よりさらに内側に生成される事から、燃焼効率は突き出し型と比較して悪い傾向があるとされる。この形状のプラグは米国ではリトラクト型と呼ばれ、パッケージにはRの字が大書されていた事から、レーシング用と誤認されて標準型や突き出し型指定のエンジンに装着され、却ってエンジンの不調を招く事例がよく見られたともされる。
標準的なプラグにおける接地電極は断面が長方形で、ハウジングから伸びた1本の接地電極が中心電極の頭頂面と平行に配置される形状を持ち、平行電極プラグとも呼ばれる。これに加えて、中心電極だけでなく接地電極の先端に細い白金チップを付けたり、電極にV字型の溝を付けて電極外縁に近い部分で放電が起こるようにして着火性を改善した製品がある。平行電極プラグよりも短い複数の接地電極を設けて中心電極の側面との間で放電させ、耐久性を向上して接地電極の過熱を抑制する製品もある。
ハウジングから突出した形状の接地電極を持たず、極めて短い碍子脚部の表面に沿って放電させる沿面放電プラグと呼ばれる種類があり、絶縁部に堆積した汚損を焼き切る機能を持つ。振動の激しい船外機や、F1などのレース用として利用されているが、燃焼室壁面からの熱伝導の影響のみを受け、燃焼に伴う火炎からの過熱の影響もほとんど受けないことから、熱価が極端に高い特徴を持つ。沿面放電プラグは点火装置の放電特性も極めて高い出力が要求されるため、CDIなど強力な点火装置を持つ車両に装着するのが望ましいとされる。
これらの他には、碍子端部を長くして部分的に沿面放電させながら熱価を低くしたセミ沿面タイプや、碍子脚部の汚損時にのみ沿面放電して堆積物を焼き切るよう通常の接地電極と沿面放電用の接地電極を組み合わせたハイブリッドタイプ、汚損時にガスポケットの底部に設けられた補助火花ギャップで放電するタイプ、中心電極を取り囲むように複数の接地電極を設けることで、汚損時に中心電極周辺のエアギャップで放電可能な間欠放電タイプも製品化されている。これらも主に点火装置の性能が十分ではない古いオートバイで特に大きな効果が期待できるとされる反面、CDIなど十分に強力な点火装置を備えた車両ではあまり効果が期待できないともされる。
高回転型の二輪車用やレース用には、接地電極を短くして耐震性向上させて電極の温度上昇を抑えた斜方電極プラグが用いられる場合がある。また、ヴァンケル型ロータリーエンジンでは爆発回数が多く、プラグが燃焼ガスに曝される時間が長いため、特殊な形状の接地電極を持つ専用品が用いられる。

### 熱価
点火プラグはエンジンの燃焼熱を受けて温度が上昇する一方、熱伝導によってシリンダーヘッドへ放熱して適切な温度を保つ。プラグに求められる受熱と放熱のバランスはエンジンの設計によって異なり、その指標を表す数字は熱価と呼ばれる。碍子脚部の長さを変えることで受熱面積や放熱性が調節されていて、碍子脚部が長いほど熱を受ける面積が大きく放熱性が低くなり、温度が上昇しやすい特性を持つ。熱価を示す数値や記号はメーカーによって異なり、多くの場合は放熱性が高いものほど数値が高いが、一部のメーカーでは逆に放熱性が高いほど数値が低く設定されている。
点火プラグは自己清浄温度と呼ばれる温度以上では不完全燃焼によって発生したすす（カーボン）が付着しても焼き切ることできる。しかし、適切な熱価のプラグを使用せずに冷え型を選択し、放熱性が高くなりすぎた場合は自己清浄温度に達することができずにカーボンが溜まり、碍子脚部の絶縁抵抗を低下させて混合気中で火花を発生することができなくなる、「くすぶり」と呼ばれる状態になる。一方、極度な焼け型プラグの選択によりプラグの温度が高くなりぎると電気火花を発生させるより早いタイミングで、プラグの熱によって点火してしまう、過早着火（プレイグニション）と呼ばれる現象が発生してエンジンの出力が低下する。
しかし、プラグの熱価設定で最も致命的な間違いは「プラグの過熱による」過早着火を警戒して冷え型のプラグを選択し、くすぶりを避ける目的で混合気を希薄にセッティングした上で、出力の向上を狙って点火時期を過度に進角させてしまうこととされる。理論空燃比に近い希薄な混合気は極めて着火しやすいため、前述のようなセッティングを行うとプラグの過熱を原因とするものよりも遥かに過早着火を招きやすくなるため、却ってエンジンブローの危険性が増してしまうとされる。
かつては、そのエンジンの常用回転域に応じて2つあるいはそれ以上のプラグ熱価を指定することが一般的であった。しかし、燃料噴射装置の電子制御が高度となった今日では、空燃比の監視によってエンジンの温度が高度にコントロールされるようになった。
ただし、モータースポーツの世界ではエンジンのセッティングに応じて適切なプラグ熱価を選択する事は今日でも行われている。
また、プラグの熱価は燃焼温度を左右することから、排気脈動を利用したチャンバーによる混合気の加圧を行っている2ストロークエンジンでは、熱価を標準よりも焼け型とする事で低回転域でのトルクを下げてでも、高回転域での出力特性を向上させるセッティングも行われていた。

### スパークプラグの点検と調整

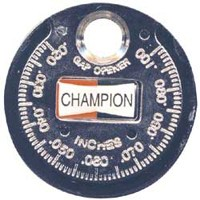
チャンピオンプラグ社製の円盤形隙間ゲージ。ゲージの縁は反時計回り方向に次第に厚くなっていき、プラグギャップにこの縁を差し込んで測定を行う。

点火プラグはL字型の接地電極を持つことが多い。
電極隙間は専用の隙間ゲージで測定を行う。隙間ゲージは厚みの異なる縁を持つ円盤状のものが多い。
点火プラグが老朽化すると、中心電極と接地電極は浸食されて電極隙間はより広くなる傾向がある。
一般的にシリンダー内の圧力が高ければ高いほど点火火花が飛びにくくなる事から、車両チューニングにおいては圧縮比を高めたり、過給機の過給圧を高めた場合には、電極隙間を通常よりも狭めに設定する事が定石とされている。一方、点火装置の供給電圧性能が高いほど、同じ圧力下でもより広い電極隙間で点火火花を発生させる事が可能である。電極隙間は広い方が燃焼効率が向上する事から、モータースポーツでは圧縮比や過給圧の向上と同時に点火装置の性能の向上も併用する事が常道であるとされている。このように、電極隙間の広さをチューニングに応じて変化させる事をギャッピング(Gapping)と呼ぶが、余りにも電極隙間を広げすぎると点火火花を発生させる要求電圧が過大となる事から、結局失火を起こす事となる。
点火プラグ及び点火装置の良否点検は、一般的にはプラグコードやダイレクトイグニッションの点火コイルに点火プラグを取り付け、接地電極をシリンダーヘッド等の接地がされている場所に接触させた状態でセルモーターやキックスターター、リコイルスターターなどでクランクシャフトを回転させ、点火火花が飛ぶか否かで簡易的に判定が行えるが、前述の通り大気圧下とシリンダー内の高圧下では点火火花を発生させるのに必要な要求電圧が異なる事から、より正確に良否判定を行う為には、点火プラグをシリンダーヘッドに取り付けた状態で、プラグコードと点火プラグの間に「イグニッションスパークテスター」と呼ばれる器材を取り付けて判定を行う事が推奨されている。

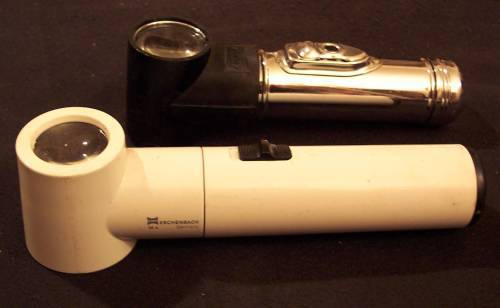
2種類の点火プラグビュワー

点火プラグの電極と碍子脚部は燃焼室の内部環境に影響を受けることから、それらの状態を目視することでエンジンの運転状態を診断する指標とできる。碍子脚部の色が黄褐色もしくは灰白色の場合は良好な運転状態と判断でき、不完全燃焼が多くなると堆積したすすにより黒色になる。一方、空燃比が希薄になるなどで燃焼室の温度が高くなりすぎると、碍子脚部が白く焼けた状態になる。目視点検によってプラグ熱価の不適正や点火タイミングの不適正を発見することの他、エンジンブローの際に点火プラグの破損状態を目視する事で大まかな原因判定も可能であるとされている。点火プラグの目視点検用に、点火プラグの電極に照明を当てて拡大鏡で見ることができる道具が販売されている。
ただし、長く使用された点火プラグは碍子に燃料やオイルの燃焼に伴う着色が既に起きている事が多いため、最適な熱価の測定は新品プラグを用い、数分間で大きな負荷を一気に掛けた後に目視点検するのが望ましいとされる。また、くすぶりの発生度合いを判定するには、燃焼温度の上昇により容易にカーボンが焼き切られてしまう中心電極付近の碍子ではなく、燃焼温度の影響をあまり受けないガスポケットの底に近い部分を目視点検することが望ましいとされる。
モータースポーツではシリンダー内でのプラグの向きが特定の方向に向くように、厚みの異なるワッシャーをネジ部の根本に追加して、適正トルクに達した際の締め付け回転角度を調節する、インデクシング(indexing)と呼ばれる調整が行われる場合がある。。ただし、プラグをどの向きに向けるのが最適であるかはエンジンの設計により一様ではない上、インデクシングによって見込めるエンジン出力の向上は1%に満たない(500馬力の場合、5馬力程度の向上)とされている。

## グロープラグ
グローエンジンにおいて、エンジンの燃焼熱を利用して自らの点火部分（コイル状または棒状の蓄熱部分=点火部分）の赤熱状態を保つプラグである。
始動時には電気を流して、内蔵された抵抗体（コイルや棒）をジュール熱により赤熱させ、燃料に点火し始動する。一度始動すると燃焼による熱を蓄えて、次の燃焼の火種となる。回転が安定した後の通電は不要である。
上述の火花点火機関と比較して、マグネトー、点火コイル、ディストリビューターあるいはCDI装置といった部品を用いた複雑な電気回路が不要で軽量化でき、エンジンの回転が上がればそれにつれてプラグの温度も上昇し、それによって点火時期を早める自己進角機能を持つ。反面、ほとんどプラグの特性のみによって点火時期が決まるため、自在にきめ細かな点火時期の調整を行うことはできず、プラグ自体を交換する以外に手段がない。点火部分の材質は一般的にニクロムか白金が使用される。高温用や低温用など様々な製品がある。